# Biskupi Querétaro
Biskupi Querétaro – biskupi diecezjalni diecezji Querétaro.

## Biskupi

### Biskupi diecezjalni
| Lata urzędowania | Biskup | Biskup                               | Uwagi                                    |
| ---------------- | ------ | ------------------------------------ | ---------------------------------------- |
| 1863–1866        |        | Bernardo Gárate y López de Arizmendi |                                          |
| 1868–1884        |        | Ramón Camacho y García               |                                          |
| 1885–1908        |        | Rafael Sabás Camacho y García        |                                          |
| 1908–1914        |        | Manuel Rivera y Muñoz                |                                          |
| 1919–1932        |        | Francisco Banegas y Galván           |                                          |
| 1933–1957        |        | Marciano Tinajero y Estrada          |                                          |
| 1868–1884        |        | Ramón Camacho y García               |                                          |
| 1885–1908        |        | Rafael Sabás Camacho y García        |                                          |
| 1908–1914        |        | Manuel Rivera y Muñoz                |                                          |
| 1919–1932        |        | Francisco Banegas y Galván           |                                          |
| 1958–1988        |        | Alfonso Tóriz Cobián                 |                                          |
| 1989–2011        |        | Mario de Gasperín Gasperín           |                                          |
| 2011–2019        |        | Faustino Armendáriz Jiménez          | następnie arcybiskup metropolita Durango |
| od 2020          |        | Fidencio López Plaza                 |                                          |